# Vindula dejone
Vindula dejone is een vlinder uit de familie van de Nymphalidae. De wetenschappelijke naam van de soort is, als Cynthia dejone, voor het eerst geldig gepubliceerd in 1833 door Wilhelm Ferdinand Erichson.